# 千葉県立印旛手賀自然公園
千葉県立印旛手賀自然公園（ちばけんりついんばてがしぜんこうえん）は、印旛沼・手賀沼を中心とした千葉県北部に位置する都道府県立自然公園。

## 概要

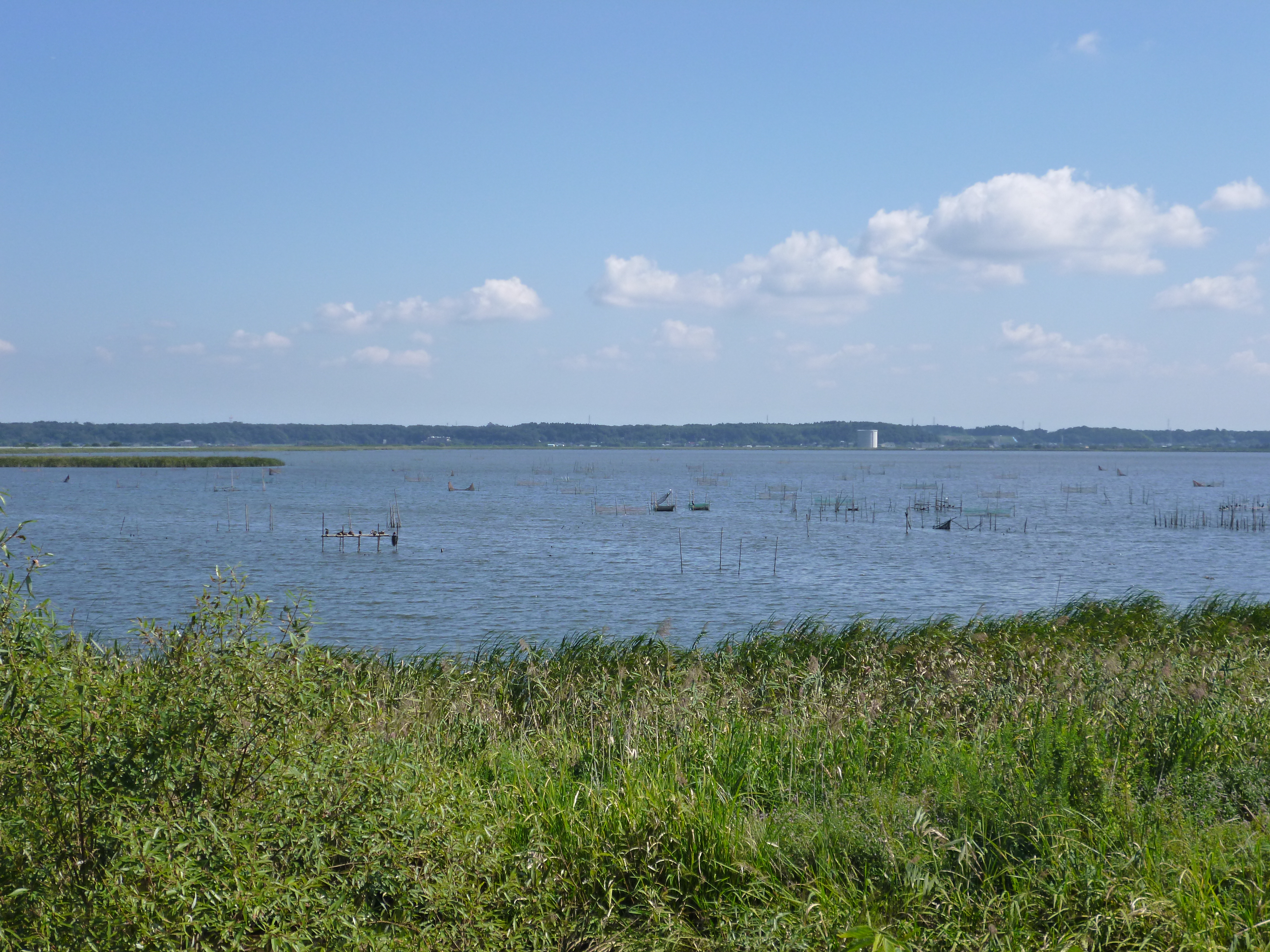
印旛沼（舟渡大橋からの眺望）

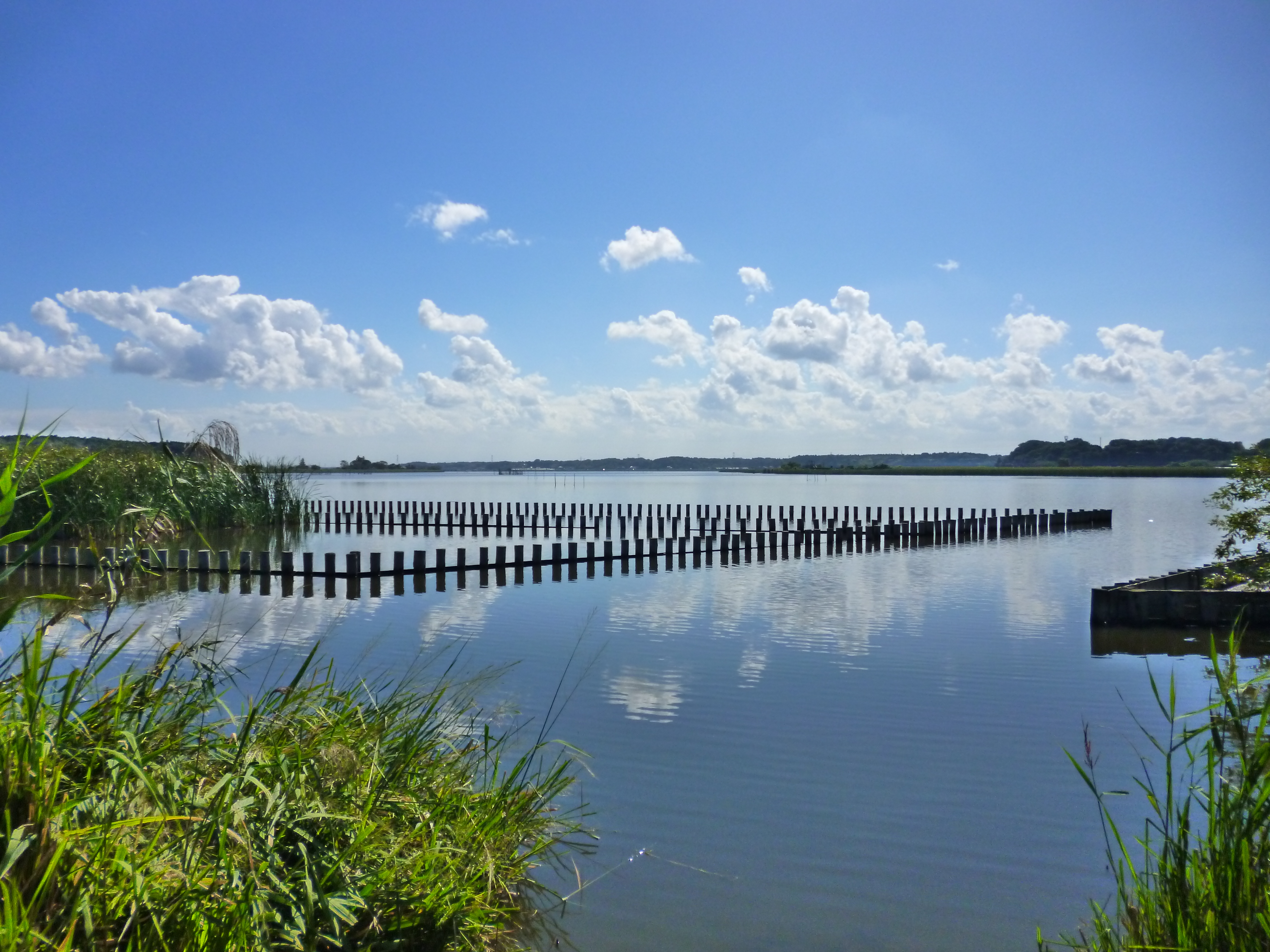
手賀沼（手賀沼遊歩道からの眺望）

千葉県北部の柏市・我孫子市・印西市・佐倉市・成田市、印旛郡栄町・酒々井町に位置し、印旛沼（北印旛沼・西印旛沼）・手賀沼（手賀沼・下手賀沼）を中心とした自然公園である。手賀川、利根川（手賀川 - 将監川間）、将監川、長門川、印旛中央排水路（北印旛沼 - 西印旛沼間）を区域に含む。印旛捷水路は区域に含まれていない（区域図参照）。面積は66.06平方キロメートル。
手賀沼および印旛沼の広々とした水面とそれに連なる田園風景や下総台地の斜面林が特色であり、淡水魚（ウナギ、コイ、フナなど）が多く、沼地は野鳥（カモ類、サギ類など）にとって重要な湿地生息地となっている。そのため、ハイキングやバードウォッチングに適しており、豊かな水資源を活用した親水公園、体験・市民農園、釣り堀などが集約する。手賀沼総合浄化計画の一環として水生植物を利用し水をきれいにするために手賀沼ビオトープが設置されている。

## 沿革
- 1952年（昭和27年） - 自然公園指定。

## 区域

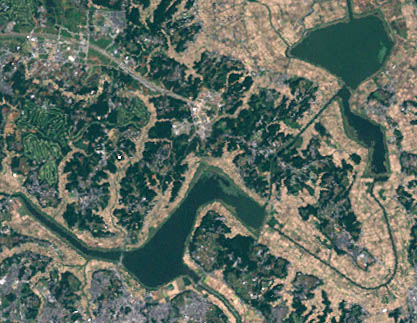
印旛沼（ランドサット衛星写真）

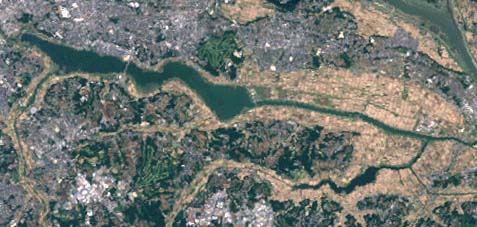
手賀沼（ランドサット衛星写真）

以下、区域図を参照。
- 区域図

## 地理

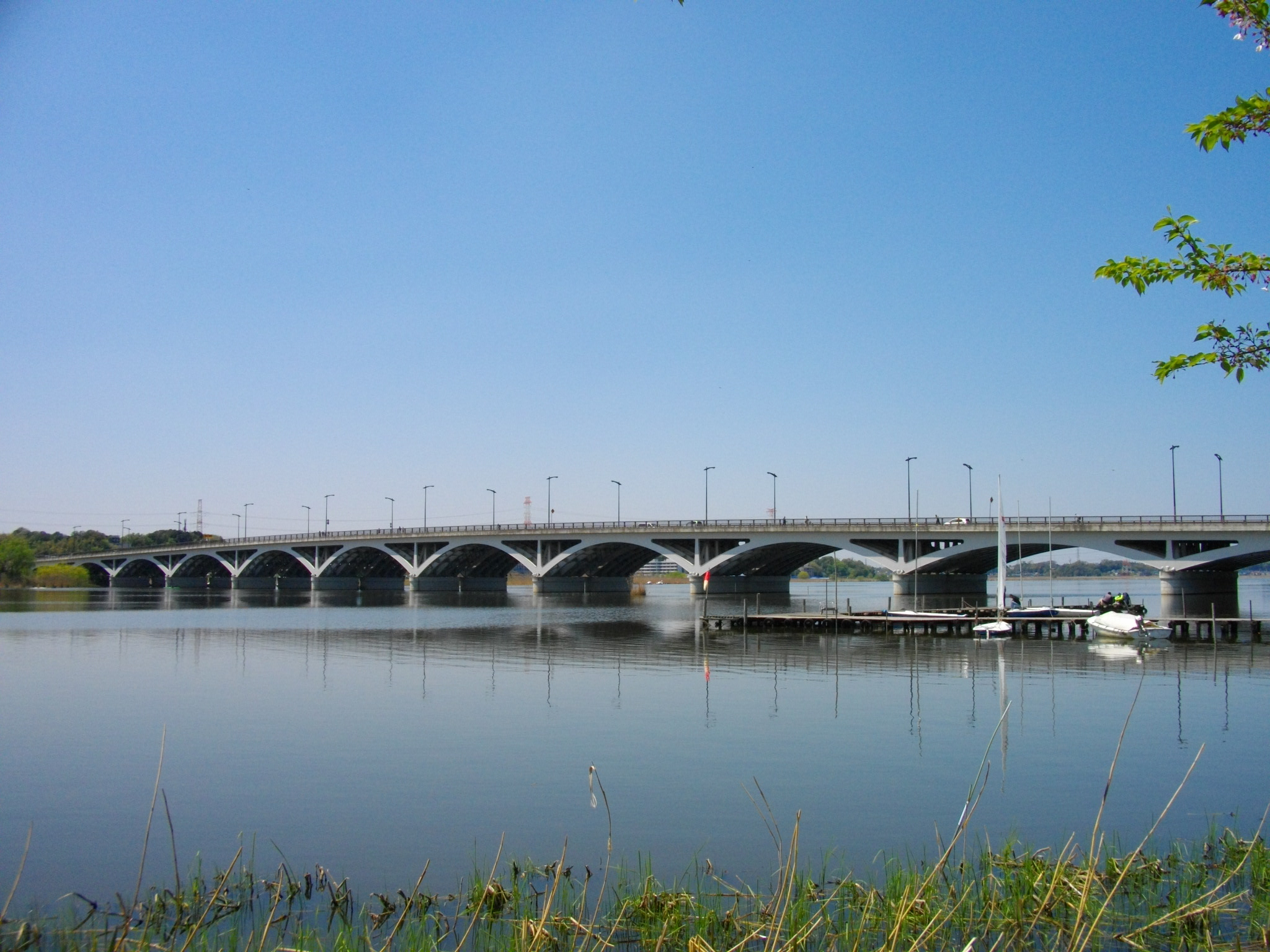
手賀沼に架かる手賀大橋

- 印旛沼
  - 北印旛沼（北緯35度48分0秒 東経140度15分0秒 / 北緯35.80000度 東経140.25000度）
  - 西印旛沼（北緯35度44分50秒 東経140度11分30秒 / 北緯35.74722度 東経140.19167度）
- 手賀沼
  - 手賀沼（上沼）（北緯35度51分24秒 東経140度1分54秒 / 北緯35.85667度 東経140.03167度）
  - 下手賀沼（北緯35度49分51秒 東経140度5分54秒 / 北緯35.83083度 東経140.09833度）
- 大堀川（北緯35度52分04.6秒 東経139度59分18.0秒 / 北緯35.867944度 東経139.988333度）
- 大津川（北緯35度51分31.9秒 東経140度00分08.6秒 / 北緯35.858861度 東経140.002389度）
- 手賀川（北緯35度50分55.5秒 東経140度05分16.1秒 / 北緯35.848750度 東経140.087806度）
- 利根川（北緯35度50分35.5秒 東経140度09分41.3秒 / 北緯35.843194度 東経140.161472度）
- 将監川（北緯35度50分14.1秒 東経140度12分34.5秒 / 北緯35.837250度 東経140.209583度）
- 長門川（北緯35度49分52.0秒 東経140度14分07.8秒 / 北緯35.831111度 東経140.235500度）
- 旧長門川（北緯35度49分12.8秒 東経140度14分16.9秒 / 北緯35.820222度 東経140.238028度）
- 印旛中央排水路（北緯35度44分27.3秒 東経140度15分43.3秒 / 北緯35.740917度 東経140.262028度）

## 施設

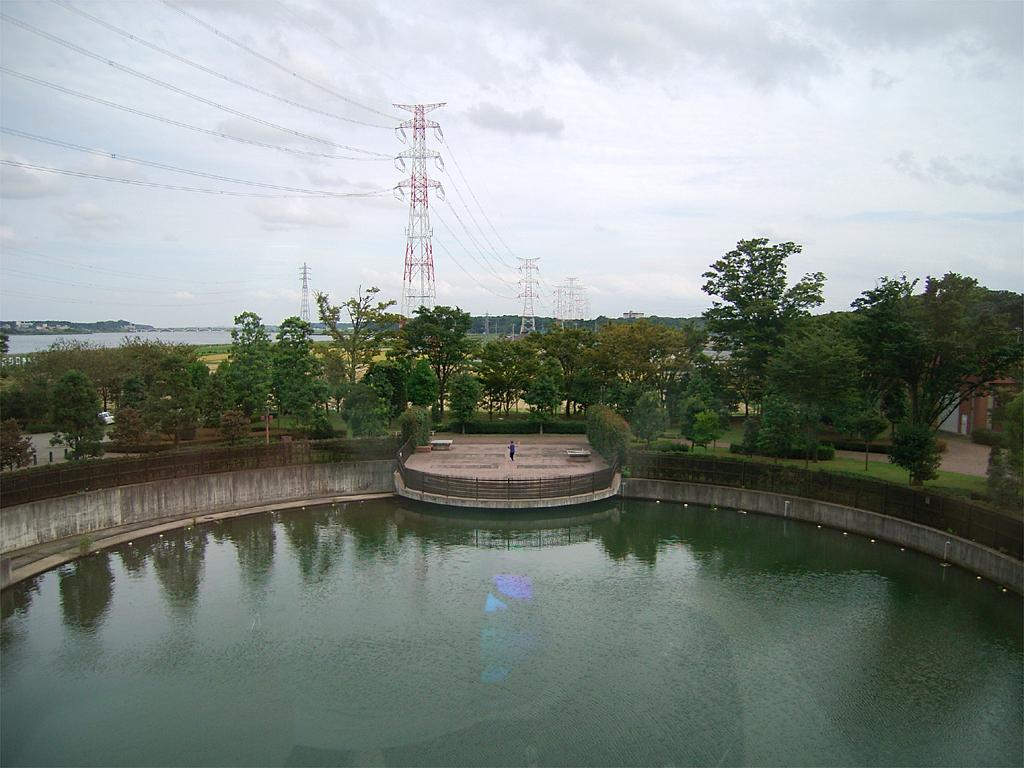
北千葉導水ビジターセンター

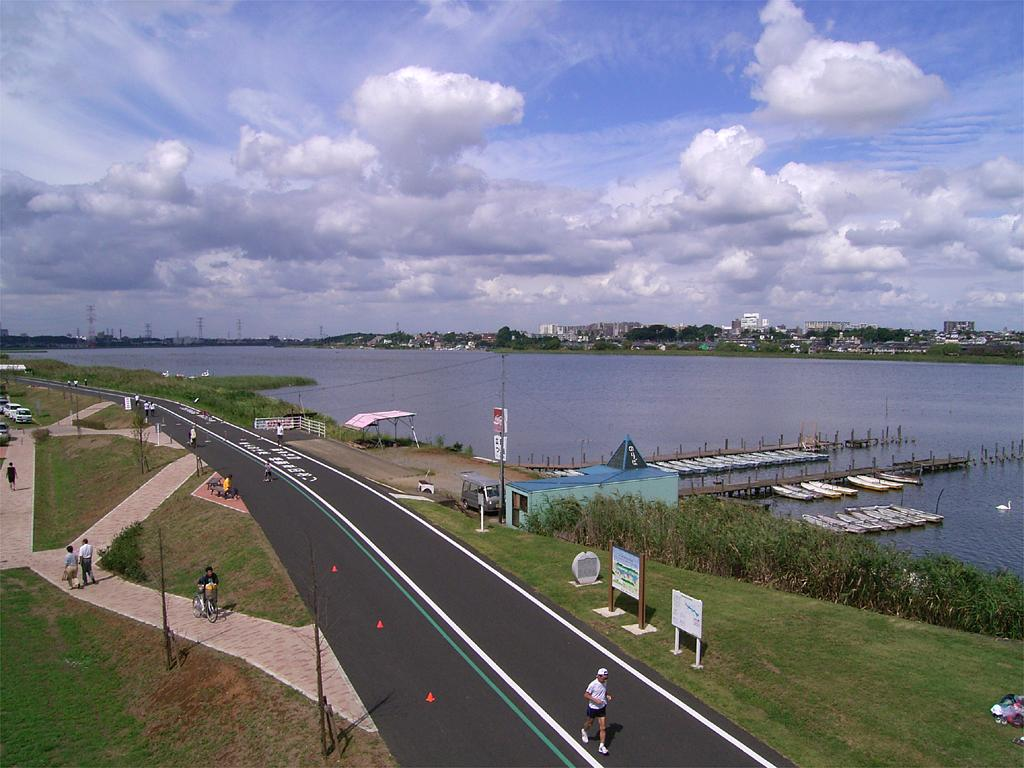
手賀沼自然ふれあい緑道

手賀沼周辺には根戸新田ふれあい体験農園、日暮ふれあい体験農園、我孫子新田ふれあい体験農園、高野山ふれあい市民農園などの体験農園や市民農園、小川つり堀園、釣り堀鈴木園などの釣り堀、休憩所・公衆トイレ・四阿が点在する。手賀川、下手賀沼周辺は田が密集する。
- 手賀沼周辺（柏市・我孫子市）
  - 柏ふるさと大橋（大堀川）
  - 北柏ふるさと公園[4]
  - 手賀沼ふれあいライン[5]
  - 手賀沼公園[6]
  - 我孫子市民図書館
  - 千葉県立我孫子高等学校（区域隣接）
  - 手賀大橋
  - 手賀沼親水広場
  - 手賀沼親水広場・水の館[7]
  - ミニ手賀沼[8]（手賀沼親水広場内）
  - 我孫子市鳥の博物館
  - 山階鳥類研究所
  - 我孫子市水生植物園[9]
  - 滝下広場[10]
  - 峠下広場
  - 手賀沼ビオトープ
  - 岡発戸市民の森[11]
  - 我孫子ゴルフ倶楽部[12]
  - 五本松公園[13]
  - 五本松運動広場[14]
  - 我孫子高校野球場・我孫子市少年野球場
  - 手賀沼フィッシングセンター[15]
  - 手賀曙橋（手賀川）
  - 手賀沼自然ふれあい緑道[16]・手賀沼サイクリングロード
  - ハスの群生地[17]
  - 道の駅しょうなん
  - ヒドリ橋[18]（大津川）
  - 北千葉導水ビジターセンター[19]
  - 手賀沼浄化中継機場
  - 柏ふるさと公園[20]

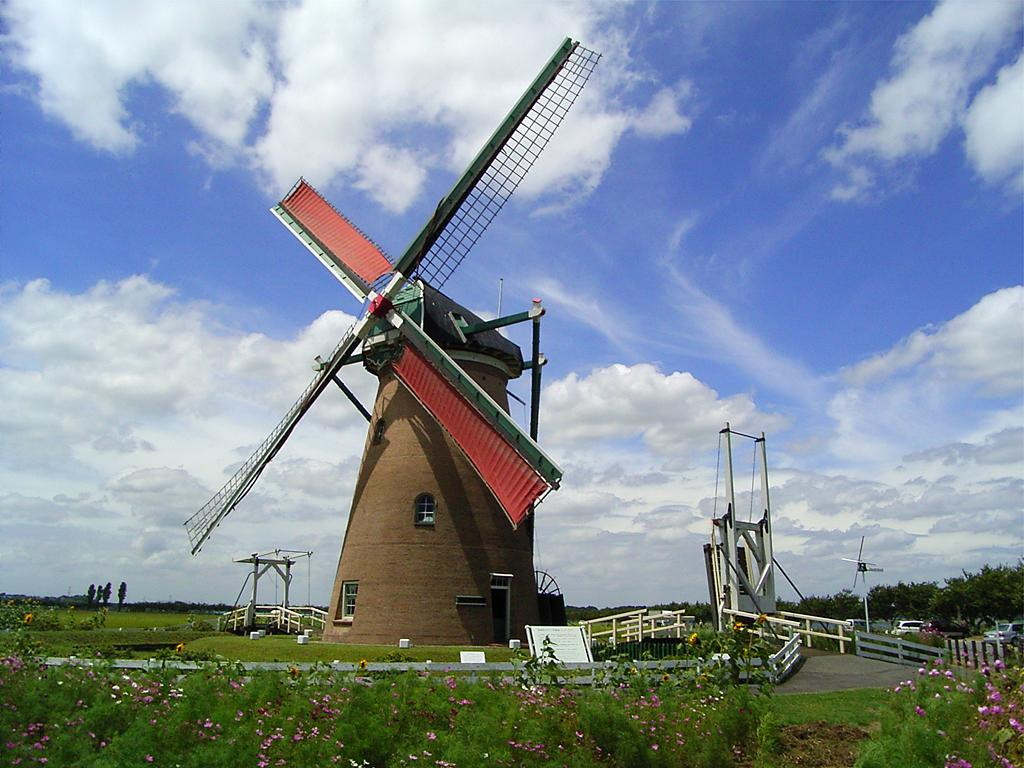
佐倉ふるさと広場

手賀沼から手賀川を通じて利根川に繋がり、利根川の手賀川から将監川の間が区域に含まれている。手賀川周辺には区域隣接の千葉県立我孫子東高等学校があり、利根川周辺には利根水郷ラインが通る。長門川周辺には長門川公園が整備されており、長門川を通じて北印旛沼に繋がる。北印旛沼から中央排水路を通じて西印旛沼に繋がり、中央排水路周辺には区域隣接の順天堂大学（さくらキャンパス）がある。
- 西印旛沼周辺（印西市・佐倉市）
  - 舟渡大橋（印旛放水路・新川）
  - 千葉県立印旛沼公園
  - 双子公園[21]（印旛沼自転車道山田休憩所）
  - 野鳥の森[22]
  - 印旛沼サンセットヒルズ[23]
  - 飯野竜神橋[24]
  - 佐倉ふるさと広場
  - 千葉県企業局印旛沼取水場
  - JFEスチール印旛沼浄水場
  - 舟戸かっぱ公園[25]

## 見所

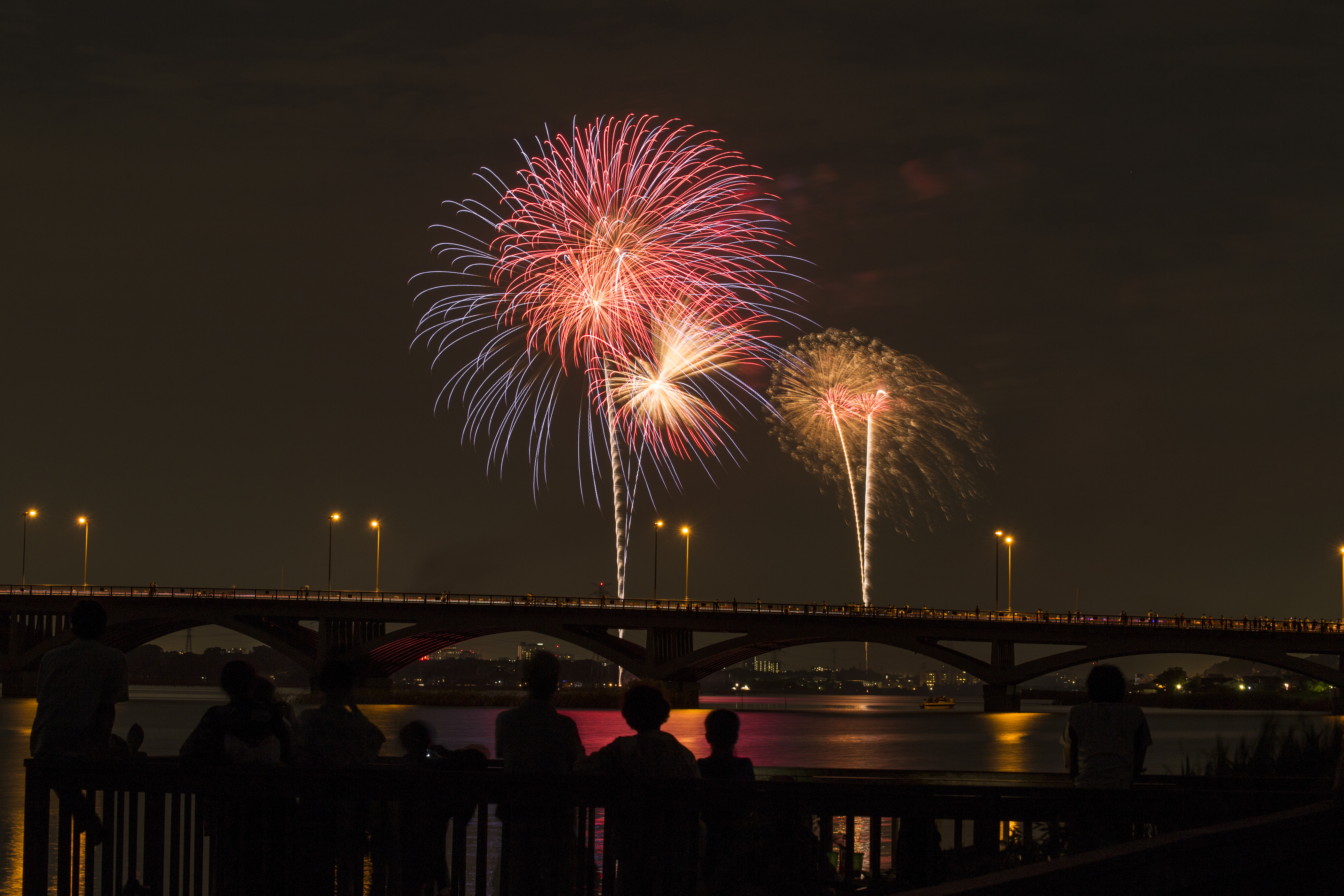
手賀沼花火大会

周辺は成田国際空港に近く、国際観光モデル地区に指定されている基礎自治体があり、観光資源としての史跡・名所が集約している。
- 成田山新勝寺
- 宗吾霊堂（東勝寺）
- 国立歴史民俗博物館
- 千葉県立房総のむら（旧学習院初等科正堂・旧御子神家住宅）
- 白樺文学館
- あけぼの山公園
- 佐倉城址公園（佐倉城）
- 佐倉草ぶえの丘
- 龍角寺古墳群（龍角寺岩屋古墳など）

花火大会などのイベントも多く実施している。
- 手賀沼花火大会
- 佐倉市民花火大会
- NARITA花火大会in印旛沼

## アクセス
代表的なアクセス方法一覧。
- 手賀沼
  - 近隣の鉄道駅
    - 我孫子駅（JR常磐緩行線・常磐快速線・成田線）
    - 北柏駅（JR常磐緩行線）
    - 東我孫子駅（JR成田線）

  - 近隣のインターチェンジ
    - 柏インターチェンジ（常磐自動車道）

  - 近隣の駐車場
    - 手賀沼公園などに有。そのほか各施設を参照。
- 印旛沼
  - 近隣の鉄道駅
    - 印旛日本医大駅（北総線・成田空港線）
    - 京成佐倉駅（京成本線）
    - 京成臼井駅（京成本線）
    - 下総松崎駅（JR成田線）

  - 近隣のインターチェンジ
    - 佐倉インターチェンジ（東関東自動車道）
    - 酒々井インターチェンジ（東関東自動車道）

  - 近隣の駐車場
    - 千葉県立印旛沼公園などに有。そのほか各施設を参照。